# Klášter San Pedro el Viejo

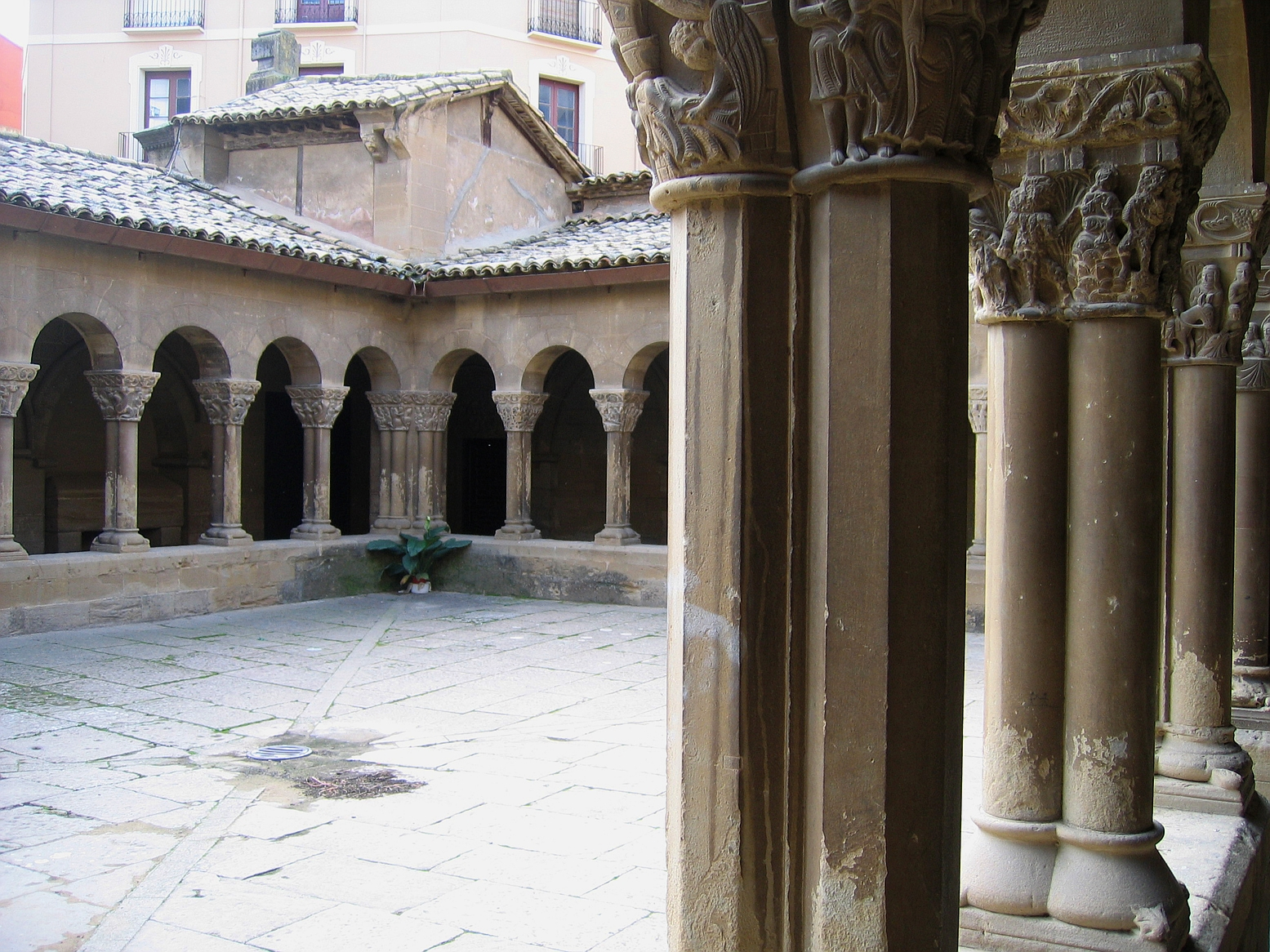
Křížová chodba

Klášter San Pedro el Viejo je aragonský benediktinský klášter ve městě Huesca. Založen byl v rámci reconquisty roku 1117 aragonským králem Alfonsem I. jako benediktinská fundace a je ukázkou vrcholné aragonské architektury doby románské.
Král Alfons společně se svým bratrem Ramirem II. jsou v klášteře pohřbeni.
Je španělskou kulturní památkou od roku 1885.

## Popis
Budova má dvě hlavní části: kostel a klášter.
Kostel se skládá ze tří lodí a apsid. Oltářní obraz vyrobil navarrský umělec Juan de Alí z polychromovaného dřeva na počátku 17. století. Kaple po obvodu kostela obsahují umělecká díla z různých období:
- oltářní obraz Panny Marie (16. století)
- oltářní obraz Justuse a Pastora (17. století)
- oltářní obraz Zvěstování (15.- 16. století)
- nástěnné malby ze 13. století

Křížová chodba je tvořena oblouky a dvojitými sloupy s propracovanými hlavicemi (38 celkem, 18 originálních a ostatní z 19. století), zachycující život Ježíše a další scény alegorického a historického charakteru. Na východní straně je několik kaplí:
- Kaple svaté Anny a svatého Josefa (13. století). V současné době je uzavřena.
- Kaple svatého Benedikta (13. století)
- Kaple svatého Bartoloměje a královský pantheon. Byla to kapitulní síň kláštera a leží zde Alfonso I. a jeho bratr.

Staré cely mnichů (nachází se na západní straně kláštera) dnes uchovávají různé cenné klášterní artefakty (šperky, malé sochy, atd.).